# Оимати (станция)
Станция Оимати (яп. 大井町駅 о:имати эки) — железнодорожная станция, расположенная в специальном районе Синагава, Токио. Была открыта 20 апреля 1914 года. На станции установлены автоматические платформенные ворота.

## Линии
- JR East
  - Линия Кэйхин-Тохоку
- Tokyo Waterfront Area Rapid Transit
  - Линия Ринкай[англ.]
- Tokyu Corporation
  - Линия Оимати

Для линий Оимати станция является конечной.

## Планировка станции

### JR
Одна платформа островного типа и два пути.
| 1 | ■Линия Кэйхин-Тохоку | Токио, Уэно, Омия                        |
| 2 | ■Линия Кэйхин-Тохоку | Кавасаки, Иокогама, (Линия Нэгиси) Офуна |

### Tōkyū
Одна платформа островного типа и 2 пути.
| 1, 2 | ■Линия Оимати | Оокаяма, Дзиюгаока, Футако-Тамагава, Мидзонокути |

### Tokyo Waterfront Railway
Две платформы бокового типа и 2 пути, расположенные на 3-м и 5-м подземных уровнях станции.
| 1 | ■Линия Ринкай・Линия Сайкё | Осаки, Сибуя, Синдзюку, Омия (Кавагоэ)                       |
| 2 | ■Линия Ринкай              | Остров Тэннодзу, Токио-Телепорт, Кокусай-Тэндзидзё, Син-Киба |

## Окрестности станции
- Торговый центр Атрэ
- Универмаг Ито Ёкадо
- Магазин электроники Ямада Дэнки
- Универмаг Ханкю
- Муниципалитет района Синагава
- Почтовое управление района Синагава

## Близлежащие станции
| «                   | «                   | Вид обслуживания                            | »                   | »                   |
| Линия Кэйхин-Тохоку | Линия Кэйхин-Тохоку | Линия Кэйхин-Тохоку                         | Линия Кэйхин-Тохоку | Линия Кэйхин-Тохоку |
| ------------------- | ------------------- | ------------------------------------------- | ------------------- | ------------------- |
| Синагава            | Синагава            | Local                                       | Омори               | Омори               |
| Синагава            | Синагава            | Rapid                                       | Омори               | Омори               |
| Линия Ринкай        |                     |                                             |                     |                     |
| Синагава-Сисайдо    | Синагава-Сисайдо    | -                                           | Осаки               | Осаки               |
| Линия Оимати        |                     |                                             |                     |                     |
| Конечная станция    |                     | Local (не проходящий Футако-Синти и Такацу) |                     | Симо-Симмэй         |
| Конечная станция    |                     | Local (проходящий Футако-Синти и Такацу)    |                     | Симо-Симмэй         |
| Конечная станция    |                     | Express                                     |                     | Кита-Сэндзоку       |